# Genesis Archive 2: 1976–1992
Genesis Archive 2: 1976–1992 je box set britanskog sastava Genesis. 

## Popis pjesama
Sve pjesme su napisali Tony Banks, Phil Collins i Mike Rutherford, osim gdje je drugačije navedeno.

### CD 1
1. "On The Shoreline" - 4:47
2. "Hearts On Fire" - 5:14
3. "You Might Recall" - 5:30
4. "Paperlate" - 3:20
5. "Evidence Of Autumn" (Tony Banks) - 4:58
6. "Do The Neurotic" - 7:07
7. "I'd Rather Be You" - 3:57
8. "Naminanu" - 3:52
9. "Inside And Out" (Tony Banks/Phil Collins/Steve Hackett/Mike Rutherford) - 6:43
10. "Feeding The Fire" - 5:49
11. "I Can't Dance" - 7:00
12. "Submarine" - 5:13

### CD 2
1. "Illegal Alien" - 5:31
2. "Dreaming While You Sleep" - 7:48
3. "It's Gonna Get Better" - 7:31
4. "Deep in the Motherlode" (Mike Rutherford) - 5:54
5. "Ripples" (Tony Banks/Mike Rutherford) - 9:54
6. "The Brazilian" - 5:18
7. "Your Own Special Way" (Mike Rutherford) - 6:51
8. "Burning Rope" (Tony Banks) - 7:29
9. "Entangled" (Tony Banks/Steve Hackett) - 6:57
10. "Duke's Travels" - 9:32

### CD 3
1. "Invisible Touch" (12" remix) - 5:58
2. "Land Of Confusion" (12" remix) - 6:59
3. "Tonight, Tonight, Tonight" (12" remix) - 11:46
4. "No Reply At All" - 4:56
5. "Man On The Corner" (Phil Collins) - 4:04
6. "The Lady Lies" (Tony Banks) - 6:07
7. "Open Door" (Mike Rutherford) - 4:08
8. "The Day The Light Went Out" (Tony Banks) - 3:12
9. "Vancouver" (Phil Collins/Mike Rutherford) - 3:01
10. "Pigeons" - 3:12
11. "It's Yourself" (Tony Banks/Phil Collins/Steve Hackett/Mike Rutherford) - 5:26
12. "Mama (Work in Progress)" - 10:43

## Izvođači
- Tony Banks - klavijature, vokal, prateći vokal
- Phil Collins - vokal, bubnjevi, udaraljke
- Mike Rutherford - bas-gitara, gitara, prateći vokal
- Steve Hackett - gitara (pjesma 9. na prvom CD-u, pjesma 9. drugom CD-u, te 10. i 11. pjesma na trećem CD-u)